# Mario Gentilini
Mario Gentilini (Luzzara, 8 luglio 1909 – Milano, 8 febbraio 1988) è stato un giornalista e fumettista italiano.

## Biografia
Fu il direttore responsabile più longevo del settimanale Topolino, dal 1949 al 1980. Ne fu anche, sia pure saltuariamente, disegnatore e sceneggiatore.
Uno dei suoi meriti principali è l'aver portato il fumetto a livelli di vendita pari a quelli dei settimanali di informazione.
Nel 1968, durante un collegamento con gli stabilimenti Arnoldo Mondadori Editore all'interno di una puntata di Canzonissima '68, Gentilini - intervistato da Luigi Silori - rese ufficialmente noto in diretta, per la prima volta, che il 60% dei disegni delle storie Disney pubblicate in Italia, erano anche prodotti in Italia. In quella stessa breve trasmissione, tra l'altro, Gentilini mostrò a Silori i disegnatori Giovan Battista Carpi e Romano Scarpa che composero in diretta una tavola di Topolino.
Nel 1980 subentrò al suo posto Gaudenzio Capelli.